# Mohammed Maati Bouabid
Mohammed Maati Bouabid (en árabe: المعطي بوعبيد) (Salé, 11 de noviembre de 1927 - Rabat, 1 de noviembre de 1996) fue un político marroquí, Primer ministro de Marruecos, del 22 de marzo de 1979 al 30 de noviembre de 1983. Fue también ministro de Empleo y Asuntos Sociales en el Gobierno de Ibrahim Abdellah y ministro de Justicia entre 1977 y 1981. Presidió el Raja Casablanca entre 1963 y 1968.

## Biografía
Maati Bouabid nació en 1927 en la ciudad de Casablanca . Tras cursar los estudios primarios y secundarios en su ciudad natal, viajó a Francia y obtuvo la licenciatura en derecho por la Universidad de Burdeos y un posgrado en derecho privado.